# Harald Andersson

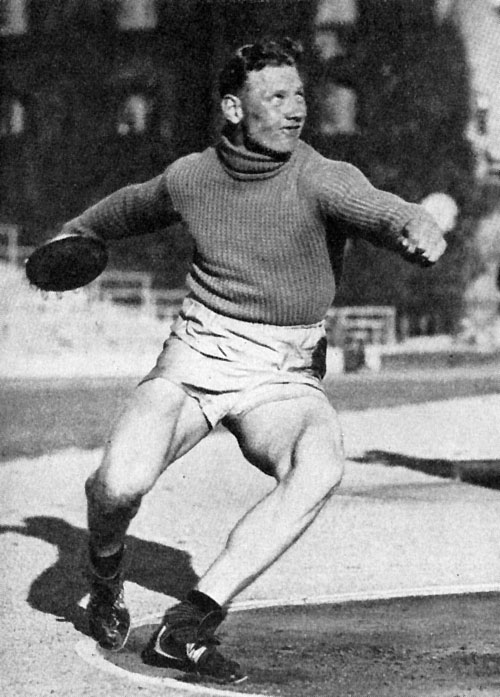
Harald Andersson

Ernst Harold Anderson (* 2. April 1907 in Stanford; † 18. Mai 1985 in Nynäshamn) war ein schwedischer Leichtathlet. Bei einer Körpergröße von 1,90 m betrug sein Wettkampfgewicht 100 kg.
Harald Andersson war ein vielseitiger Sportler, der auch im Boxen und im Bandy antrat. Einen bleibenden Eindruck hinterließ er in der Geschichte des Diskuswurfs, der Disziplin, in der er von 1932 bis 1935 schwedischer Meister war. Schon in den Jahren 1930 bis 1933 verbesserte er den schwedischen Rekord mit dem Diskus über 46,04 m bis auf 49,68 m.
Am 25. August 1934 steigerte er beim Länderkampf Norwegen gegen Schweden in Oslo den Weltrekord des Amerikaners Paul Jessup im fünften Versuch um 69 Zentimeter auf 52,42 m, wobei er im zweiten Versuch bereits auf 52,20 m gekommen war, offiziell als Weltrekord anerkannt wurde aber nur der weiteste Versuch. Am 8. September 1934 wurde er bei den Europameisterschaften in Turin mit 50,38 m der erste Europameister im Diskuswurf, er hatte über drei Meter Vorsprung auf den Franzosen Paul Winter. Ebenfalls 1934 wurde er mit der Svenska-Dagbladet-Goldmedaille geehrt.
1935 wurde der Weltrekord von Willy Schröder auf 53,10 m verbessert. Andersson steigerte seine Bestleistung auf 53,02 m und war mit nur zwei Niederlagen im ganzen Jahr auch 1935 der überragende Diskuswerfer.
Bei den Olympischen Spielen 1936 in Berlin war er nach einem Insektenstich in die Wurfhand nicht in der Form der beiden Jahre zuvor und schied in der Qualifikation aus. Die Form seiner beiden großen Jahre 1934 und 1935 erreichte Andersson nie wieder.